# Michael Schmidt-Salomon
Michael Schmidt dit Michael Schmidt-Salomon (né le 14 septembre 1967 à Trèves) est un philosophe allemand. Il représente un humanisme évolutionnaire orienté vers le naturalisme, se reconnaît dans le mouvement des brights et est cofondateur et porte-parole de la Fondation Giordano Bruno.

## Biographie
Michael Schmidt-Salomon vient d'une famille catholique libérale. Ses parents, Horst et Doris Schmidt, dirigent une entreprise de grossiste de fruits et légumes. Il étudie les sciences de l'éducation à l'université de Trèves et obtient un doctorat en 1997.
Schmidt-Salomon s'exprime d'abord comme musicien et humoriste au début des années 1990. La comédie musicale Das Maria-Syndrom, hommage au compositeur américain Frank Zappa, est interdite en 1994 en référence à la loi contre le blasphème 166 StGB.
En 1998, il reçoit le prix d'éthique du Deutschen Allgemeinen Sonntagsblatts. De 1992 à 2001, il est chercheur associé et chargé de cours à l'université de Trèves. À partir de 2002, il travaille comme conférencier, notamment à l'Institut d'Études Éducatives et Sociales (IEES) à Luxembourg.
Schmidt-Salomon est rédacteur de 1999 à 2007 du journal Materialien und Informationen zur Zeit. En 2004, Schmidt-Salomon est honoré pour son travail et pour le roman Stollbergs Inferno en 2003 avec le prix Ernst Topitsch de la Fondation Kellmann.
Schmidt-Salomon est marié et a deux enfants (nés en 1990 et 2005). De 2001 à 2005, avec son épouse Elke Held, il crée Text- & PR-Büro Held & Salomon, qui reçoit en 2001 le prix multimédia du Land de la Rhénanie-Palatinat pour le projet Porta-L.
Schmidt-Salomon est secrétaire général du conseil d'administration de 2004 à 2006 puis depuis 2006 porte-parole de la Fondation Giordano Bruno, au nom de laquelle il écrit le Manifeste de l’humanisme évolutionnaire en 2005. Sous-titré Plaidoyer pour une culture contemporaine de premier plan, il formule dix choix en opposition au Décalogue. Il est également membre fondateur du groupe de recherche des conceptions du monde en Allemagne.
Michael Schmidt-Salomon est l'un des organisateurs et porte-parole d'une contre-manifestation aux journées mondiales de la jeunesse 2005 à Cologne.
Avec Joachim Kahl, que Schmidt-Salomon a rencontré lors d'un événement sur le lac de Constance en 1998, Schmidt-Salomon plaide dans plusieurs publications en 2006 traitant des différences entre l'humanisme « mondain » de Kahl et l'humanisme « évolutionnaire » de Schmidt-Salomon et la question de savoir quelle variante un humanisme moderne devrait suivre.
En 2007, Schmidt-Salomon dirige la campagne « Nous avons renoncé ! » du Conseil central des ex-musulmans. En 2009, il mène la campagne "L'Évolution au lieu de l'Ascension !" lors de l'année Darwin. En 2015, il présente une requête infructueuse pour la suppression du paragraphe sur le blasphème.
Schmidt-Salomon publie plusieurs livres pour enfants avec l'illustrateur Helge Nyncke, qui se caractérisent par une vision humaniste.
Le livre paru en 2008 Wo bitte geht’s zu Gott? fragte das kleine Ferkel (« Où êtes-vous Dieu, s'il vous plaît ? demande le petit porcelet ») suscite plusieurs polémiques. En décembre 2007, le ministère fédéral de la Famille demande que ce livre soit ajouté à la liste des écrits mettant en danger la jeunesse, mais la commission fédérale de surveillance et de contrôle des publications destinées à la jeunesse rejette cette demande. L'évêque de Ratisbonne Gerhard Ludwig Müller qualifie dans un sermon Schmidt-Salomon à cause du livre de « fou furieux ». Schmidt-Salomon intente un procès contre l'ecclésiastique, afin de s'opposer aux allégations insultantes et mensongères. La demande est rejetée en première instance pour des raisons formelles. En revanche, le cour administrative de Bavière déclare en appel que les déclarations de l'évêque contredisent les publications de Schmidt-Salomon et risquent de nuire à sa réputation aux yeux du public. L'évêque avait un « devoir de soin, d'objectivité et de véracité » qu'il n'a pas rempli. Le tribunal ordonne au diocèse de Ratisbonne de rembourser à Schmidt-Salomon les frais judiciaires. Ce jugement est confirmé par le Tribunal administratif fédéral.

## Positions

### Conception du monde
Schmidt-Salomon représente un "humanisme évolutionnaire", qu'il décrit dans le manifeste. L'objectif du programme est une vision du monde séculière sur une base scientifique, qui devrait remplacer la religion dans les domaines spirituels sociaux et personnels. Cependant, Schmidt-Salomon souligne que l'humanisme évolutionnaire ne repose pas sur des dogmes inébranlables, mais sur des hypothèses qui sont constamment révisées par la science. Il s'oppose à l'idée de vérités éternelles, d'écritures sacrées ou de prophètes infaillibles.
Michael Schmidt-Salomon fait des emprunts à Peter Singer. Comme lui, il critique le spécisme, prône les droits fondamentaux pour les hominidés et la promotion d'un altruisme efficace. Il rejette l'idée du libre arbitre absolu et les catégories du Bien et du Mal au vu des considérations évolutionnistes et éthiques, faisant référence à Friedrich Nietzsche. À partir de ces manières de penser, il promet un renforcement de la conscience éthique et en même temps une « vision du monde plus détendue », non pas comme un "paradis sur terre" sans conflits, mais une attitude plus rationnelle, détendue et humoristique.
Schmidt-Salomon prend également régulièrement position dans les débats actuels. Il appelle à l'interdiction de la circoncision des mineurs à des fins non médicales ou soutient également le droit à l'euthanasie. L'idée d'une société multiculturelle dans laquelle différentes cultures coexistent est qualifié d'échec par Schmidt-Salomon qui proposé l'idée d'une société transculturelle comme alternative. En lien avec Michael Braungart, il défend le principe Du berceau au berceau.

### Débat avec Joachim Kahl
Dans sa critique du Manifeste de l’humanisme évolutionnaire en 2005, Joachim Kahl accuse de fantasmes crypto-religieux, de toute-puissance et qualifie ses dix offres de l'humanisme évolutianniaire d'ouverture vers l'arbitraire. Schmidt-Salomon répond à la critique de son manifeste par Kahl avec une critique de son œuvre Weltlicher Humanismus, qu'il qualifie de manuel d'initiation de méconnaissance de l'humanisme. Dans le cadre d'un événement organisé par l'Académie Humaniste de Bavière, il accuse Kahl de posséder une vision du monde trop conservatrice pour l'humanisme contemporain, voire d'extrémisme du milieu. Kahl réplique que Schmidt-Salomon n'est pas détaché d'une obsession de la religion.

### Source, notes et références
- (de) Cet article est partiellement ou en totalité issu de l’article de Wikipédia en allemand intitulé « Michael Schmidt-Salomon » (voir la liste des auteurs).
- Notices d'autorité :   - VIAF
  - ISNI
  - BnF (données)
  - IdRef
  - LCCN
  - GND
  - Pays-Bas
  - Pologne
  - NUKAT
  - Norvège
  - Corée du Sud
  - WorldCat
- Ressources relatives à l'audiovisuel :   - Allociné
  - IMDb
- Ressource relative au spectacle :   - Archives suisses des arts de la scène
- Notices dans des dictionnaires ou encyclopédies généralistes :   - Deutsche Biographie
  - Munzinger